# Alan Kardec (football)
Pour les articles homonymes, voir Kardec.
Alan Kardec de Souza Pereira Junior, né le 12 janvier 1989 à Barra Mansa au Brésil, est un footballeur brésilien. Il joue au poste d'avant-centre à l'Athletico Paranaense.
Il a été prénommé d'après le fondateur de la philosophie spirite, Allan Kardec.

## Biographie

### En club
Alan Kardec entre dans le centre de formation de Vasco da Gama en 2000 à l'âge de 11 ans. Après avoir joué son premier match en Coupe de Brésil le 14 février 2007 contre le Nacional Fast Clube (2-1), il participe à son premier match en Série A contre l'América (1-0) le 13 mai 2007 à l'âge de 18 ans, en rentrant à la 76e minute à la place de l'Argentin Darío Conca.
Pour sa première saison en Série A en 2007, Alan Kardec marque 8 buts pour 26 matchs joués. Il s'agit d'une très bonne saison pour ce jeune joueur, mais l'année suivante son club de Vasco da Gama fait une très mauvaise saison et Alan ne peut empêcher la descente du club en Série B, avec des statistiques insuffisantes et seulement deux buts pour 19 matchs joués.
En 2009, en Série B, Alan joue 6 matchs pour un but marqué. Il décide de changer de club et se fait prêter en août 2009 en Série A au SC Internacional, avec une option d'achat de 3 millions de Reais. 
Alan Kardec signe un contrat avec le club portugais du SL Benfica le 22 décembre 2009, après que le Vasco de Gama ait accepté une offre de 2.5 millions €.

### En équipe nationale
En 2009, Alan Kardec remporte la Coupe sud-américaine des moins de 20 ans en disputant huit matchs et marquant à deux reprises contre l'Uruguay et l'Argentine.
Il se qualifie donc pour la Coupe du monde des moins de 20 ans en Égypte. Il y dispute sept matchs et inscrit quatre buts. Il marque un doublé contre le Costa Rica lors du premier tour, puis un but contre l'Uruguay en huitièmes de finale, et enfin à nouveau contre le Costa Rica en demi-finale. Il échoue avec son équipe en finale aux tirs au but contre le Ghana.

## Carrière
| Saison                | Club                    | Championnat           | Championnat | Championnat | Coupe nationale | Coupe nationale | Coupe de la Ligue | Coupe de la Ligue | Compétition(s) continentale(s) | Compétition(s) continentale(s) | Compétition(s) continentale(s) | Ligue régionale | Ligue régionale | Séries | Séries | Total | Total |
| Saison                | Club                    | Division              | M.          | B.          | M.              | B.              | M.                | B.                | Comp.                          | M.                             | B.                             | M.              | B.              | M.     | B.     | M.    | B.    |
| 2007                  | Vasco da Gama           | Série A               | 26          | 8           | 1               | 0               | -                 | -                 | CS                             | 4                              | 0                              | -               | -               | -      | -      | 31    | 8     |
| 2008                  | Vasco da Gama           | Série A               | 19          | 2           | 5               | 3               | -                 | -                 | CS                             | 2                              | 1                              | -               | -               | -      | -      | 26    | 6     |
| 2009                  | Vasco da Gama           | Série B               | 6           | 0           | 4               | 1               | -                 | -                 | -                              | -                              | -                              | 4               | 1               | -      | -      | 14    | 2     |
| Sous-total            | Sous-total              | Sous-total            | 51          | 10          | 10              | 4               | -                 | -                 | -                              | 6                              | 1                              | 4               | 1               | -      | -      | 71    | 16    |
| 2009                  | SC Internacional (prêt) | Série A               | 2           | 0           | -               | -               | -                 | -                 | -                              | -                              | -                              | -               | -               | -      | -      | 2     | 0     |
| 2009-2010             | Benfica Lisbonne        | Liga                  | 8           | 0           | -               | -               | 3                 | 0                 | C3                             | 2                              | 1                              | -               | -               | -      | -      | 13    | 1     |
| 2010-2011             | Benfica Lisbonne        | Liga                  | 12          | 3           | 3               | 2               | 2                 | 0                 | C1+C3                          | 4+3                            | 1+0                            | -               | -               | -      | -      | 24    | 6     |
| 2012-2013             | Benfica Lisbonne        | Liga                  | 3           | 0           | 1               | 0               | 2                 | 1                 | -                              | -                              | -                              | -               | -               | -      | -      | 6     | 1     |
| Sous-total            | Sous-total              | Sous-total            | 23          | 3           | 4               | 2               | 7                 | 1                 | -                              | 9                              | 2                              | -               | -               | -      | -      | 43    | 8     |
| 2011                  | Santos FC (prêt)        | Série A               | 27          | 2           | -               | -               | -                 | -                 | -                              | -                              | -                              | -               | -               | -      | -      | 27    | 2     |
| 2012                  | Santos FC (prêt)        | Série A               | 4           | 0           | -               | -               | -                 | -                 | CL+CM                          | 11+2                           | 4+0                            | 20              | 7               | -      | -      | 37    | 11    |
| Sous-total            | Sous-total              | Sous-total            | 31          | 2           | -               | -               | -                 | -                 | -                              | 13                             | 4                              | 20              | 7               | -      | -      | 64    | 13    |
| 2013                  | SE Palmeiras (prêt)     | Série B               | 27          | 14          | 2               | 0               | -                 | -                 | -                              | -                              | -                              | -               | -               | -      | -      | 29    | 14    |
| 2014                  | SE Palmeiras (prêt)     | Série A               | 1           | 1           | -               | -               | -                 | -                 | -                              | -                              | -                              | 15              | 9               | -      | -      | 16    | 10    |
| Sous-total            | Sous-total              | Sous-total            | 28          | 15          | 2               | 0               | -                 | -                 | -                              | -                              | -                              | 15              | 9               | -      | -      | 45    | 24    |
| 2014                  | São Paulo FC            | Série A               | 27          | 8           | 1               | 0               | -                 | -                 | CS                             | 7                              | 2                              | -               | -               | -      | -      | 35    | 10    |
| 2015                  | São Paulo FC            | Série A               | 8           | 4           | 2               | 0               | -                 | -                 | CL                             | 3                              | 0                              | 12              | 7               | -      | -      | 25    | 11    |
| 2016                  | São Paulo FC            | Série A               | 12          | 3           | -               | -               | -                 | -                 | CL                             | 11                             | 0                              | 12              | 1               | -      | -      | 35    | 4     |
| Sous-total            | Sous-total              | Sous-total            | 47          | 15          | 2               | 0               | -                 | -                 | -                              | 21                             | 2                              | 24              | 8               | -      | -      | 94    | 25    |
| 2016                  | Chongqing Lifan         | Super League          | 10          | 7           | -               | -               | -                 | -                 | -                              | -                              | -                              | -               | -               | -      | -      | 10    | 7     |
| 2017                  | Chongqing Lifan         | Super League          | 27          | 10          | -               | -               | -                 | -                 | -                              | -                              | -                              | -               | -               | -      | -      | 27    | 10    |
| 2018                  | Chongqing Lifan         | Super League          | 28          | 16          | -               | -               | -                 | -                 | -                              | -                              | -                              | -               | -               | -      | -      | 28    | 16    |
| 2019                  | Chongqing Lifan         | Super League          | 26          | 14          | 2               | 1               | -                 | -                 | -                              | -                              | -                              | -               | -               | -      | -      | 28    | 15    |
| 2020                  | Chongqing Lifan         | Super League          | 9           | 7           | -               | -               | -                 | -                 | -                              | -                              | -                              | -               | -               | 6      | 2      | 15    | 9     |
| Sous-total            | Sous-total              | Sous-total            | 100         | 54          | 2               | 1               | -                 | -                 | -                              | -                              | -                              | -               | -               | 6      | 2      | 108   | 57    |
| 2021                  | Shenzhen FC             | Super League          | 16          | 11          | 3               | 1               | -                 | -                 | -                              | -                              | -                              | -               | -               | -      | -      | 19    | 12    |
| 2022                  | Atlético Mineiro        | Série A               | 12          | 2           | -               | -               | -                 | -                 | CL                             | 1                              | 0                              | -               | -               | -      | -      | 13    | 2     |
| 2023                  | Atlético Mineiro        | Série A               | 14          | 1           | -               | -               | -                 | -                 | CL                             | 1                              | 0                              | -               | -               | -      | -      | 15    | 1     |
| 2024                  | Atlético Mineiro        | Série A               | 18          | 0           | 2               | 1               | -                 | -                 | CL                             | 2                              | 0                              | 3               | 0               | -      | -      | 25    | 1     |
| Sous-total            | Sous-total              | Sous-total            | 44          | 3           | 2               | 1               | -                 | -                 | -                              | 4                              | 0                              | 3               | 0               | -      | -      | 53    | 4     |
| 2025                  | Athletico Paranaense    | Série B               | 19          | 5           | 1               | 0               | -                 | -                 | -                              | -                              | -                              | 7               | 4               | -      | -      | 27    | 9     |
| Total sur la carrière | Total sur la carrière   | Total sur la carrière | 361         | 118         | 27              | 9               | 7                 | 1                 | -                              | 53                             | 9                              | 73              | 29              | 6      | 2      | 527   | 168   |

## Palmarès

### En club
| Vasco de Gama (1)             | Benfica Lisbonne (3) | Santos FC (1)                                                                                 | SE Palmeiras (1)             | São Paulo FC                      | Atlético Mineiro (1) |
| ----------------------------- | --- | --------------------------------------------------------------------------------------------- | ---------------------------- | --------------------------------- | --- |
| - Série B - Vainqueur : 2009. | - Championnat du Portugal - Champion: 2010. - Vice-champion : 2011 et 2013. - Coupe de la Ligue portugaise - Vainqueur : 2010 et 2011. | - Coupe du monde des clubs - Finaliste : 2011. - Championnat de São Paulo - Vainqueur : 2012. | - Série B - Champion : 2013. | - Série A - Vice-champion : 2014. | - Copa Libertadores - Finaliste : 2024. - Coupe du Brésil - Finaliste : 2024. - Championnat du Minas Gerais - Vainqueur : 2024. |

### En sélection nationale
- Brésil - 20 ans
  - Coupe sud-américaine - 20 ans
    - Vainqueur : 2009.

  - Coupe du monde - 20 ans
    - Vice-champion : 2009.